# Фирмат
Фирмат (исп. Firmat) — город и муниципалитет в департаменте Хенераль-Лопес провинции Санта-Фе (Аргентина).

## История
В 1888 году предприниматель Карлос Касадо дель Алисаль провёл через эти места железную дорогу, и здесь была построена станция «Фирмат», названная в честь его друга — инженера Игнасио Фирмата. В районе станции начал расти населённый пункт. В 1962 году он получил статус города.

## Знаменитые уроженцы
- Вальтер Самуэль (род. 1978) — футболист.
- Антонио Порта (род. 1983) — баскетболист, призёр Олимпийских игр.